# Станіслав Довнарович
Станіслав Юзеф Доунарович (28 березня 1874 р. Лохув — 1941 р. Аушвіц-Біркенау) — польський політичний діяч, інженер, масон.

## Біографія
Народився 28 березня 1874 року в Лохові в родині Медарда та Стефанії, уродженої Горновської. Мав трьох братів: Юзефа, Казиміра, Медарда та сестру Марію. Навчався в гімназії в Радомі. Атестат середньої школи здав у Лієпаї. Навчався на юридичному факультеті Імператорського Варшавського університету, але за діяльність у ППС був звільнений царською владою. Із 2 лютого по 31 грудня 1896 року перебував у в'язниці Павяк і в 10-му бараці Варшавської цитаделі. Восени 1897 року виїхав до Львова, де вступив до університету, а потім перевівся до Львівської політехніки, де в 1907 році закінчив інженерно-будівельний факультет. Він був активним у студентських організаціях у Радомі та Лієпаї та в студентських організаціях у Варшаві. Організатор стрілецьких дружин у Галичині. У 1910—1914 роках був діячем Польської прогресивної партії. Член фінансового департаменту Тимчасового комітету партій незалежності Конфедерації. Завідувач канцелярією президії Військового відділу Західної секції ВНК в 1914 р.. У 1915 році був членом ВНК як представник Конгресу Польщі. Був співробітником Управління Делегації медичних і стоматологічних навчальних закладів Тимчасової державної ради. У 1921 році став волинським воєводою. У 1921–1922 роках він займав пост міністра внутрішніх справ у першому уряді Антонія Поніковського; потім у 1922—1924 роках був поліським воєводою. Причиною звільнення стала пасивна поведінка під час нападу більшовицької диверсійної банди на потяг, яким він їхав.
Учасник масонської ложі у Львові під час поділів.
Із 12 серпня 1905 року був одружений із Ядвігою Щук.
Загинув у німецькому концтаборі в Аушвіці.

## Ордени та відзнаки
- Командорський хрест ордена Відродження Польщі (2 травня 1923 р.)[11]
- Хрест Незалежності (29 грудня 1933 р.)[12]
- Золотий Хрест Заслуги[4]